# Хатанзейский, Аркадий Петрович
Арка́дий Петро́вич Хатанзе́йский (10 февраля 1927 — 27 октября 1998) - хозяйственный руководитель и общественный деятель, депутат Совета национальностей Верховного Совета СССР с 1970 по 1974.

## Биография
Родился 10 февраля 1927 года в Малоземельской тундре в семье оленевода. С 1942 года пастух-оленевод. С 1944 по 1951 годы служил в армии. После демобилизации работал в Ненецком окрвоенкомате с 1951 по 1954 год, затем тракторист Ненецкой лугомелиоративной станции с 1954 по 1956 годы. В 1959 году окончил Вологодскую совпартшколу. Работал секретарем партийной организации колхоза «Харп», председателем колхоза имени И. П. Выучейского. С 1964 по 1982 год — председатель колхоза «Наръяна ты». В 1970 году член республиканского совета колхозов. С 1970 по 1974 год — депутат Совета национальностей Верховного Совета СССР. В 1971 году награждён орденом Трудового Красного Знамени и бронзовой медалью ВДНХ.